# Внешняя политика Монако
Княжество Монако — суверенное и независимое государство, тесно связанное с Францией Июльским договором 1918 года, что было официально указано в пункте 436 Версальского договора 1919 года. Внешняя политика Монако является одним из примеров этого соглашения: Франция согласилась защищать независимость и суверенитет Монако, а правительство Монако согласилось осуществлять свои суверенные права в соответствии с интересами Франции, в то же время сохраняя полную независимость. С тех пор отношения между суверенными государствами Францией и Монако были дополнительно определены в Договоре 1945 года и Соглашении 1963 года.
Не являясь членом Европейского Союза, Монако тесно связано с экономическим аппаратом ЕС через свой таможенный союз с Францией и опорой на евро в качестве официальной валюты.
Монако активно участвует в деятельности Организации Объединенных Наций, к которой оно присоединилось в 1993 году. Монако присоединилось к Совету Европы 4 октября 2004 года. Также Монако является членом множества международных и межправительственных организаций, включая Интерпол, ЮНЕСКО и Всемирную Организацию Здравоохранения. Штаб-квартира Международной гидрографической организации находится в Монако.
Монако имеет 10 дипломатических миссий в Западной Европе и постоянное представительство при Организации Объединенных Наций и Совете Европы. Оно имеет почетные консульства в 106 городах в 45 странах. 76 стран имеют генеральные консульства, консульства или почетные консульства в Монако или аккредитованы в нём.